# Crist-031
Crist-031 è un fumetto fantareligioso sceneggiato e disegnato da Giulio Bertoletti e pubblicato nel 1975. Uscì un solo numero di questo fumetto, Potenza nera, nonostante il fatto che in quarta di copertina venissero presentati due numeri successivi (La maledizione e Il caos). Non si sa il motivo per cui fu questo fumetto venne chiuso dopo un solo numero.
Nel primo e ultimo numero si narra l'inizio della lotta tra Crist e Potenza Nera, un Agente Blu (ovvero un angelo) ribelle. Il Padre e l'Ordinatore Cosmico affidano a Crist il compito di andare sul Pianeta di Cristallo a incontrare Magda. Lei gli darà la forza necessaria per sconfiggere Potenza Nera e l'antimateria. Crist incontra Magda sul Pianeta di cristallo. Magda viene però rapita da Potenza Nera. La lotta tra Crist e il suo acerrimo nemico prosegue fino al pianeta Terra, popolato da uomini primitivi. Qui discende Crist per reclamare il pianeta al bene e per imprigionare la falsa Magda in una prigione di luce. Anche Potenza Nera però scende sulla Terra e riesce a convertire i terrestri al male e a farsi costruire da loro degli idoli (le statue dell'isola di Pasqua).
Successivamente Potenza Nera propone un'alleanza a Crist - alleanza che eviterebbe a Crist la crocifissione - ma egli resiste alla tentazione e rifiuta. Crist inoltre evoca a Potenza Nera l'immagine di quello che sarà uno dei suoi acerrimi nemici: Mosè. Potenza Nera va di nuovo sulla Terra e libera la falsa Magda (Eva) che bacia un uomo, Adamo. Potenza Nera esulta:
Crist risponde:
Potenza Nera:
Crist:
Il fumetto si conclude a questo punto lasciando la storia in sospeso.